# Le Tanu
Le Tanu är en kommun i departementet Manche i regionen Normandie i norra Frankrike. Kommunen ligger i kantonen La Haye-Pesnel som tillhör arrondissementet Avranches. År 2022 hade Le Tanu 421 invånare.

## Befolkningsutveckling
Antalet invånare i kommunen Le Tanu
| Referens: INSEE |